# Войната на таралежите
 Тази статия е за книгата.  За филма вижте Войната на таралежите (филм).  
„Войната на таралежите“ е роман за деца от братя Мормареви. Книгата е претворена във филм с участието на известните актъори Вълчо Камарашев, Димитър Ганев, Морис Асса, Борил Петров, Павел Поппандов, Грета Ганчева, Цветана Манева и много други.
По романа е направен сериал с 5 едночасови епизода, заснет по режисура на Иванка Гръбчева през 1979 г. Текстът на песента към него е на Миряна Башева. Оператор е Яцек Тодоров, а музиката към филма е композирана от Кирил Цибулка. Художник е Мария Иванова.
Заснета е и съкратена, 93-минутна версия за кино.

## Сюжет
В началното училище се организира курс за баскетболисти. Амбициозен треньор избира момченца с фанатичен блясък в очите, готови да изпълняват и най-абсурдните му команди. С изобретателност, хитрост и помощта на единия от родителите, те успяват да си направят баскетболно игрище. Войната е спечелена и победителите организират свой баскетболен турнир.